# Alfredo Gavazzi
Alfredo Gavazzi (Brescia, 24 giugno 1950 – Manerbio, 27 ottobre 2022) è stato un imprenditore, dirigente sportivo, politico e rugbista a 15 italiano, fondatore, giocatore e poi dirigente del Rugby Calvisano e, dal 2012 al 2021, presidente della Federazione Italiana Rugby.

## Biografia
Perito meccanico, nel 1970 fu tra i fondatori del Rugby Calvisano, in cui militò per 13 stagioni fino al 1983 nei ruoli di pilone e tallonatore e con cui raggiunse la serie A.
Nel 1976 fondò un'impresa di automazione industriale, oggi nota con il nome di Tiesse Robot, della quale è amministratore delegato; nel 1990 divenne consigliere comunale a Calvisano, incarico mantenuto fino al 2004.
Nel corso della sua attività politica ricoprì anche l'incarico di vicesindaco del comune del Bresciano.
Nella struttura societaria del Rugby Calvisano fin dal suo ritiro come giocatore, fu dirigente del comitato regionale FIR per la Lombardia a fine anni ottanta, poi nel 1996 ricoprì incarichi amministrativi in Federazione Italiana Rugby della quale nel 2000 divenne vicepresidente sotto la presidenza Dondi, per poi esserne eletto ventesimo presidente nel 2012 con il 54,20% delle preferenze dell'assemblea federale; rieletto nell'assemblea federale del 2016 con il 54,92% dei delegati.
Il 13 marzo 2021, candidato per un terzo mandato, è stato sconfitto dall'ex rugbista Marzio Innocenti che così gli è succeduto alla presidenza.
È morto il 27 ottobre 2022 all'età di 72 anni.